# Armand-François Jouslin de La Salle
Armand-François Jouslin de La Salle, né le 15 septembre 1794 à Vierzon et mort le 28 juin 1863 à Paris 8e, est un avocat, journaliste, dramaturge et directeur de théâtre français.

## Biographie
Jouslin de La Salle dirigea la Comédie-Française de 1832 à 1837, puis le théâtre des Variétés en 1839.
Il épouse la fille de Joseph Mira-Brunet

## Théâtre
- Le Mûrier, vaudeville en 1 acte, avec Jules Vernet 22 juin 1819.
- Les Deux Veuves ou les Contrastes, comédie en 1 acte, avec Martial Aubertin, 10 avril 1821.
- Jane Shore, mélodrame en 3 actes, avec Hyacinthe Decomberousse, Alphonse de Chavanges, 1824.
- La Famille du charlatan, folie vaudeville en 1 acte, avec et Maurice de Chavanges, 12 octobre 1824.
- L’École du scandale, pièce en 3 actes et en prose, avec Charles-R.-E. de Saint-Maurice, Edmond Crosnier, 8 décembre 1824.
- La Mauvaise langue de village, comédie-vaudeville en 1 acte, avec Maurice Alhoy, 15 mars 1825.
- Les Acteurs à l’auberge, comédie en 1 acte, avec Maurice Alhoy et Francis Cornu, 28 mai 1825.
- La Corbeille de mariage ou les Étrennes du futur, vaudeville en 1 acte, avec Maurice Alhoy et Léopold Chandezon, 31 décembre 1825.
- Monsieur de Pourceaugnac, ballet-folie-pantomime en 2 actes, avec Jean Coralli, théâtre de la Porte-Saint-Martin, 28 janvier 1826.
- Le Tambour et la musette, tableau-vaudeville en 1 acte, avec Maurice Alhoy et Charles Nodier, 15 avril 1826.
- Gulliver, ballet-folie en 2 actes, avec Jean Coralli, théâtre de la Porte-Saint-Martin, 9 mai 1826.
- Les Filets de Vulcain ou le Lendemain d’un succès, folie vaudeville en 1 acte, avec Dupin, théâtre de la Porte-Saint-Martin, 15 juillet 1826.
- La Fête du village, ou le Cadran de la commune, vaudeville en 1 acte à l’occasion de la fête du Roi, avec Edmond Crosnier et Baron de Mongenet, 4 novembre 1826.
- Le Contumace, mélodrame en 3 actes, avec Charles-R.-E. de Saint-Maurice et Edmond Crosnier, 28 novembre 1826.
- Le Caissier, drame en 3 actes, avec Charles-R.-E. de Saint-Maurice, 30 mars 1828.